# Geodia amphistrongyla
Espèce
Geodia amphistrongyla est une espèce d'éponges de la famille des Geodiidae présente dans la région des Tropiques dans l'océan Pacifique.

## Taxonomie
L'espèce est décrite par Robert Lendlmayr von Lendenfeld en 1910.